# Бойчук Олександр Андрійович
Олекса́ндр Андрі́йович Бойчу́к (нар. 30 червня 1950, м. Кіровоград, Українська РСР, СРСР — 20 червня 2024 Київ)  — радянський і український математик, доктор фізико-математичних наук (1992), професор (1997), академік НАН України, завідувач відділу диференціальних рівнянь та теорії коливань Інституту математики НАНУ, лауреат Державної премії України в галузі науки і техніки.

## Біографія
Олександр Бойчук народився 30 червня 1950 р. в м. Кіровограді (нині Кропивницький). Батько — Бойчук Андрій Прокопович, радянський український науковець, літератор, педагог, професор, кандидат філологічних наук.
У 1967 р. — закінчив школу, по закінченні якої вступив на механіко-математичний факультет Київського держуніверситету ім. Т. Г. Шевченка, який закінчив 1972 року.
У 1972—1974 рр. працював в Інституті електрозварювання імені Є. О. Патона АН УРСР, а у 1974—1978 рр. був аспірантом в Інституті математики АН УРСР, де 1978 року захистив кандидатську дисертацію «Вопросы конструктивного построения функции Ляпунова для систем линейных и нелинейных обыкновенных дифференциальных уравнений».
У 1978—1993 рр. працював в Інституті геофізики імені С. І. Субботіна НАН України
У 1992 р. захистив докторську дисертацію «Конструктивні методи аналізу нетерових крайових задач», а 1997 р.йому було присвоєне вчене звання професора.
З 1994 р. працює в Інституті математики НАН України: спочатку — завідувачем лабораторії крайових задач теорії диференціальних рівнянь, а з 2021 р. — завідувачем відділу диференціальних рівнянь та теорії коливань. У 2021 р. протягом півроку виконував обов'язки директора Інституту математики НАН України.
З 1997 р. працює за сумісництвом на кафедрі інтегральних та диференціальних рівнянь механіко-математичного факультету Київського національного університету імені Тараса Шевченка.
У 2002—2010 рр. працював професором Жилінського університету міста Жиліна (Словаччина).
З 1998 р. він був заступником головного редактора наукового журналу «Нелінійні коливання», з 2021 р.— головний редактор.
З 2012 р. — член-кореспондент НАН України.
З 2024 р. — академік НАН України.
20 червня 2024 року Олександр Андрійович помер у м. Києві.

## Науковий доробок
Професор О. А. Бойчук — спеціаліст із теорії крайових задач із нетеровим та нормально-розв'язним операторами в лінійній частині. Вперше визначив умови розв'язності і провів класифікацію резонансних випадків широкого класу нелінійних крайових задач для систем звичайних диференціальних та різницевих рівнянь, рівнянь із запізнюючим аргументом, рівнянь із імпульсною дією та сингулярно збурених рівнянь, для чого запропонував використовувати апарат узагальнено-обернених операторів.
О. Бойчук — автор понад 120 наукових праць, у тому числі трьох монографій та підручника. Під його науковим керівництвом підготовлено 4 доктори наук та 13 кандидатів наук.

### Основні наукові праці
- «Generalized Inverse Operators and Fredholm Boundary Value Problems» VSP. Utrecht-Boston. 2004. 317 p.
- «Обобщённо обратные операторы и нётеровы краевые задачи» друк. Київ, Інститут математики НАН України. 1995 1-320.
- «Конструктивные методы анализа краевых задач» друк. Киев, Наук. думка, 1990. 1-96

## Нагороди
- Лауреат Державної премії України в галузі науки і техніки (2008) за цикл наукових праць «Нові якісні методи нелінійної механіки та їх застосування для аналізу багаточастотних коливань, стійкості та проблем керування»[4][5];
- Лауреат 2012 року премії НАН України імені Ю. О. Митропольського за цикл робіт «Аналітичні та спектральні методи теорії динамічних систем і нелінійних диференціальних рівнянь»[6].
- Лауреат 2019 року премії НАН України імені М. Г. Крейна за цикл праць «Нормально розв'язні крайові задачі»[7].